# Abraham Lincoln – Die Ermordung des Präsidenten
Abraham Lincoln – Die Ermordung des Präsidenten ist ein US-amerikanisches Filmdrama aus dem Jahr 1998. Der Historienfilm basiert auf dem 1955 erschienenen Sachbuch The Day Lincoln Was Shot von Jim Bishop.

## Handlung
Im April 1865 ist der bekannte Schauspieler John Wilkes Booth während des Sezessionskrieges ein glühender Anhänger der Konföderierten und erbitterter Feind Abraham Lincolns. Er verachtet die Befreiung der Sklaven und hält den US-Präsidenten für einen Diktator. Bereits während der Kriegsjahre unterstützte er die Südstaaten mit unterschiedlichen Hilfeleistungen. Nun plant er gemeinsam mit mehreren Getreuen, darunter Lewis Thornton Paine, David Herold und George Atzerodt, die Entführung Lincolns in den Süden, um Kriegsgefangene aus dem Norden freizupressen. Da der Süden allerdings kurze Zeit später kapituliert, lässt sich der Plan nicht umsetzen. Vielmehr ist Booth schockiert und fasst während einer öffentlichen Rede Lincolns, bei der dieser die Südstaatenhymne Dixie spielt, den Plan, ihn zu ermorden. Vielleicht ließe sich schließlich der Süden dazu inspirieren, erneut den Krieg zu erklären. Seine Gefolgsleute schwört er daraufhin auf Treue ein und wartet nur noch auf die richtige Gelegenheit.
Dabei sind Morddrohungen für Lincoln nichts Ungewohntes, bekommt er doch ständig welche zugeschickt. Seine Frau Mary ist beunruhigt über die Unbeliebtheit ihres Mannes und das eigene schlechte Ansehen, welches sie in der Öffentlichkeit hat. Doch Lincoln muss den Menschen Hoffnung geben und ein tief zerstrittenes Land wieder versöhnen. Er will, entgegen den starken Meinungen seines Mitarbeiterstabes, den Süden auch nicht für den Krieg bestrafen, sondern Milde und Gnade walten lassen. Außerdem möchte er sich öffentlich dem Volk zeigen, sodass er Ulysses S. Grant vorschlägt, mit ihm im nahe gelegenen Ford’s Theatre ein Stück anzusehen. Grant will nicht und lässt sich mit der Ausrede, dass seine Frau unbedingt die Kinder wiedersehen wolle, entschuldigen. Als Ersatzgäste werden die Lincolns von Major Henry Rathbone und dessen Verlobter Clara Harris begleitet.
Als Booth erfährt, wer am Abend sein Theater besuchen wird, sieht er die Gelegenheit gekommen, seinen Mordplan umzusetzen. Er lässt sich nicht mehr davon abbringen; selbst als seine Geliebte Lucy Hale ihm erzählt, dass sie mit ihrem Vater nach Spanien reisen werde und viel lieber bei ihm leben werde, meint er nur, dass es keine so schlechte Idee sei. Er stehe schließlich kurz vor der Unsterblichkeit und wisse, dass ihm zu Ehren bald Statuen errichtet werden, weswegen er sie ziehen lässt. Anschließend plant er die Flucht und weist Powell an, Außenminister William H. Seward und Atzerodt, Vizepräsident Andrew Johnson zu töten. Während Atzerodt sein Vorgehen absagt, sticht Powell auf Seward ein, wobei dieser wegen einer Halskrause überlebt. Mit angetrunkenem Mut stürmt schließlich auch Booth die Loge von Lincoln, erschießt ihn, springt auf die Bühne, wobei er sich seinen Fuß bricht, und brüllt zum Publikum Sic semper tyrannis, bevor er erfolgreich flüchten kann.
Schnell versucht man Lincoln zu retten. Doch der Schuss ging direkt durch den Kopf, weswegen jede Hoffnung verloren sei und ihm nur noch wenig Zeit bleibe. Während Mary am Totenbett ihres Mannes wacht und fleht, dass er sie nicht verlassen möge, lässt Stanton die Stadt abriegeln und nach allen Attentätern fanden. Am nächsten Morgen, dem 15. April 1865, um 7:22 Uhr und zehn Sekunden verstirbt Lincoln schließlich. Nach und nach werden die Attentäter gefangen. Zwölf Tage später wird auch Booth auf der Garrett-Farm in einer brennenden Scheune eingekreist. Zwar versucht man ihn lebendig zu fangen, doch einer der Soldaten erschießt ihn hinterrücks. Im Juli 1865 werden schließlich Powell, Herold, Atzerodt und Surratt zum Tode durch den Strang verurteilt, wobei eine Mitwisserschaft Surratts an dem Mordkomplott nie nachgewiesen werden konnte.

## Kritik
Will Joyner lobte in der New York Times die Darstellerleistungen von Henriksen, der „kaum Emotionen in seine gewichtigen Worte“ als Lincoln bringe, und Morrow, der „mit seinem Talent“ eine „ambivalente Figur“ darstellen könne. Als Kritik sah er „die allgemeinen Grenzen des Fernsehens“ und dass man einfach nicht zeigen könne, welche Tragik der Tod Lincolns bedeutete.
Im People-Magazin kritisierte Terry Kelleher, dass Henriksen mit seinem „sicheren, stattlichen und steifen“ Spiel einen „uninspirierten Ansatz“" zur Darstellung Lincolns verfolge. Morrows Spiel schwanke hingegen von „kompetent“ bis „weniger überzeugend“. Auch die Dialoge seien oft zu „phrasenhaft“.
„Wäre der Film nur brillant gecastet und gespielt“, meinte Tom Shales in der Washington Times, „wäre es nur ein Ausgleich dafür“, dass der Film so „steif“ und „qualvoll“ sei. Denn während Morrow noch „eine seltsame Wahl“ zur Besetzung Booths war, so ist Henriksen, „einer der gruseligsten Schauspieler […], eine geradezu dumme Wahl für Lincoln“ gewesen.

## Hintergrund
Im US-amerikanischen Fernsehen wurde der Film am 12. April 1998 zum ersten Mal zur Primetime auf TNT ausgestrahlt. Seine deutschsprachige Erstausstrahlung erfolgte am 21. Oktober 2001 auf dem österreichischen Fernsehsender ORF 2.
Die Rolle des Lincoln wurde Henriksen mehrfach angeboten. Nachdem er sie zweimal abgelehnt hatte, sagte er schließlich zu, sie zu spielen. Bis zum Dreh der Ermordung wurden die Dreharbeiten der Szenen so gelegt, dass sich Morrow und Henriksen kaum zu Gesicht bekamen.
Jean Louisa Kelly spielte bereits drei Jahre zuvor in einem Film über Lincoln. In Tad Lincoln, der Sohn des Präsidenten verkörperte sie die Haushälterin Julia Taft.

## Auszeichnungen
Satellite Awards 1998
- Bester Nebendarsteller: Lance Henriksen

Emmy Award 1998
- Beste Kamera in einer Miniserie oder Spielfilm: Nominierung für Ronald Víctor García
- Beste Frisuren in einer Miniserie oder Spielfilm: Nominierung für Sally J. Harper & Ben Harper
- Bester Tonschnitt in einer Miniserie oder einem Spielfilm: Nominierung

ASC Award 1998
- Beste Kamera in einem Spielfilm, Piloten oder Film-der-Woche: Nominierung für Ronald Víctor García